# K.J. Choi
Choi Kyung-Ju eller bare K.J. Choi (født 19. maj 1970 i Wando, Sydkorea) er en sydkoreansk golfspiller, der (pr. september 2010) står noteret for 17 sejre gennem sin professionelle karriere. Hans bedste resultat i en Major-turnering er en 3. plads, som han opnåede ved US Masters i 2004.
Choi har 2 gange, i 2003 og 2007, repræsenteret Det internationale Hold ved Presidents Cup.